# ديد ماوس
جويل توماس زيمرمان المعروف باسم (بالإنجليزية: deadmau5)‏ (بمعنى "الفأر الميت") من مواليد (5 يناير 1981، تورنتو، كندا) هو موسيقي ومنتج للموسيقى الهاوس هاوس .

## روابط خارجية
- ديد ماوس على موقع IMDb (الإنجليزية)
- ديد ماوس على موقع الموسوعة البريطانية (الإنجليزية)
- ديد ماوس على موقع ميوزك برينز (الإنجليزية)
- ديد ماوس على موقع ميوزك برينز (الإنجليزية)
- ديد ماوس على موقع ميوزك برينز (الإنجليزية)
- ديد ماوس على موقع ميوزك برينز (الإنجليزية)
- ديد ماوس على موقع رولينغ ستون (الإنجليزية)
- ديد ماوس على موقع رولينغ ستون (الإنجليزية)
- ديد ماوس على موقع إن إن دي بي (الإنجليزية)
- ديد ماوس على موقع أول ميوزيك (الإنجليزية)